# Alberta Highway 11
Der Alberta Highway 11 (auch: David Thompson Highway) ist 318 km lang und verbindet in der kanadischen Provinz Alberta den Icefields Parkway in Saskatchewan River Crossing mit dem Alberta Highway 12 bei Nevis.

## Allgemeines
Der Alberta Provincial Highway 11 liegt in Alberta’s Rockies und beginnt am Icefields Parkway (einem Teilabschnitt des Alberta Highway 93), bei Saskatchewan River Crossing, verläuft in östlicher Richtung und endet bei Nerivs. Er heißt auch David Thompson Highway und ist benannt nach dem Kartografen David Thompson.

## Geschichte
Thompson kam im Juni 1807 von Rocky Mountain House und überquerte über den Howse Pass zum ersten Mal die kanadischen Rocky Mountains. Er kartographierte die Gegend um den Columbia River erstmals im Jahre 1814 so genau, dass seine Vermessung noch 100 Jahre später der kanadischen Regierung als Grundlage für neu aufgelegte Karten diente.
Der Highway 11 entstand ab 1960 zunächst als Schotterpiste und wurde 1968 eröffnet. Die – für kanadische Verhältnisse – kurze Provinzialstraße wurde erst danach asphaltiert und am 3. August 1975 erneut eröffnet.

## Verlauf
Der Alberta Provincial Highway 11 (Hwy 11) beginnt in den kanadischen Rocky Mountains und endet in Kanadas Prärie. Wer den Highway 11 als Zufahrt zu den Banff- und Jasper-Nationalparks benutzt, muss bedenken, dass ungefähr die Hälfte des Icefields Parkway im Süden und der Rest im Norden des Highway 11 liegt.
| Ortschaft                   | Entfernung in km |
| --------------------------- | ---------------- |
| Saskatchewan River Crossing | 0                |
| Rocky Mountain House        | 178              |
| Red Deer                    | 82               |
| Nevis (Alberta)             | 59               |

Saskatchewan River Crossing ist eine Ansiedlung für die Minimalversorgung des Tourismus (Hotel, Reiseproviant, Souvenirs und Tankstelle). Von hier aus führt der Alberta Highway 11 in nordöstlicher und dann in östlicher Richtung aus den Rocky Mountains hinaus in das Flachland. Er mündet nach 178 km bei Rocky Mountain House in den Hwy 22, nach Rocky Mountain House ist er für 66 km doppelspurig ausgebaut und kreuzt in Red Deer den Alberta Highway 2. Östlich von Red Deer endet er kurz vor Nevis durch Einmündung in den Hwy 12.

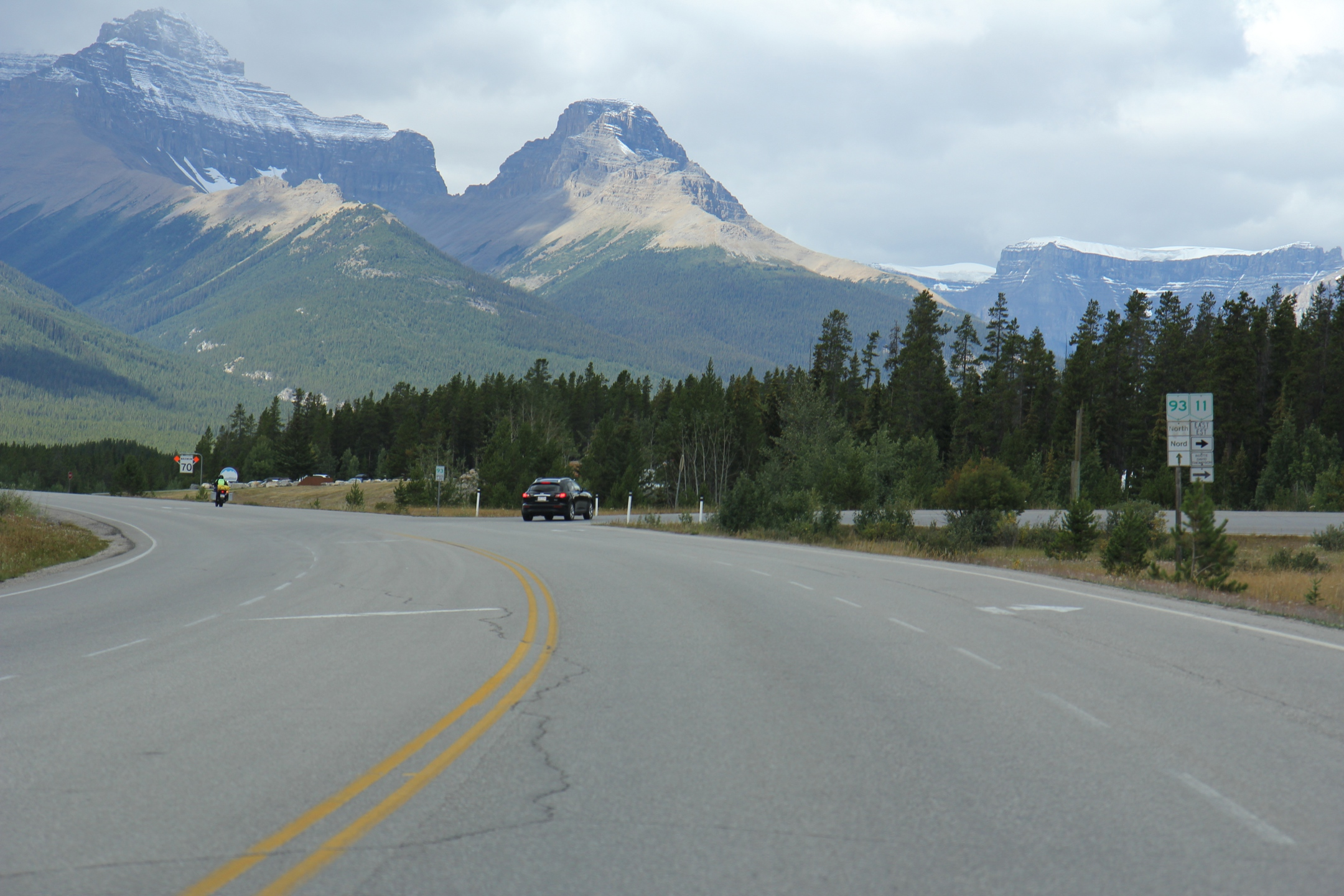
Beginn am Icefields Parkway bei Saskatchewan River Crossing
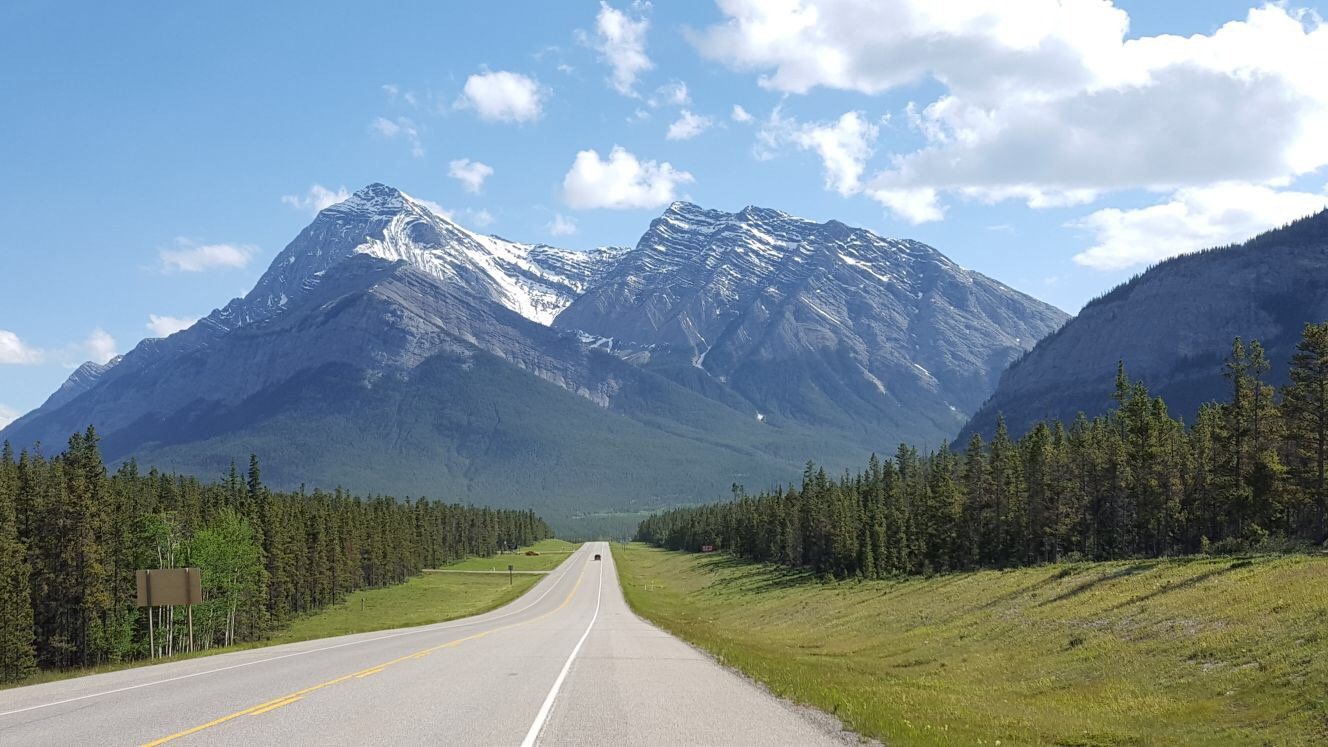
Alaska Highway 11 Richtung Icefields Parkway
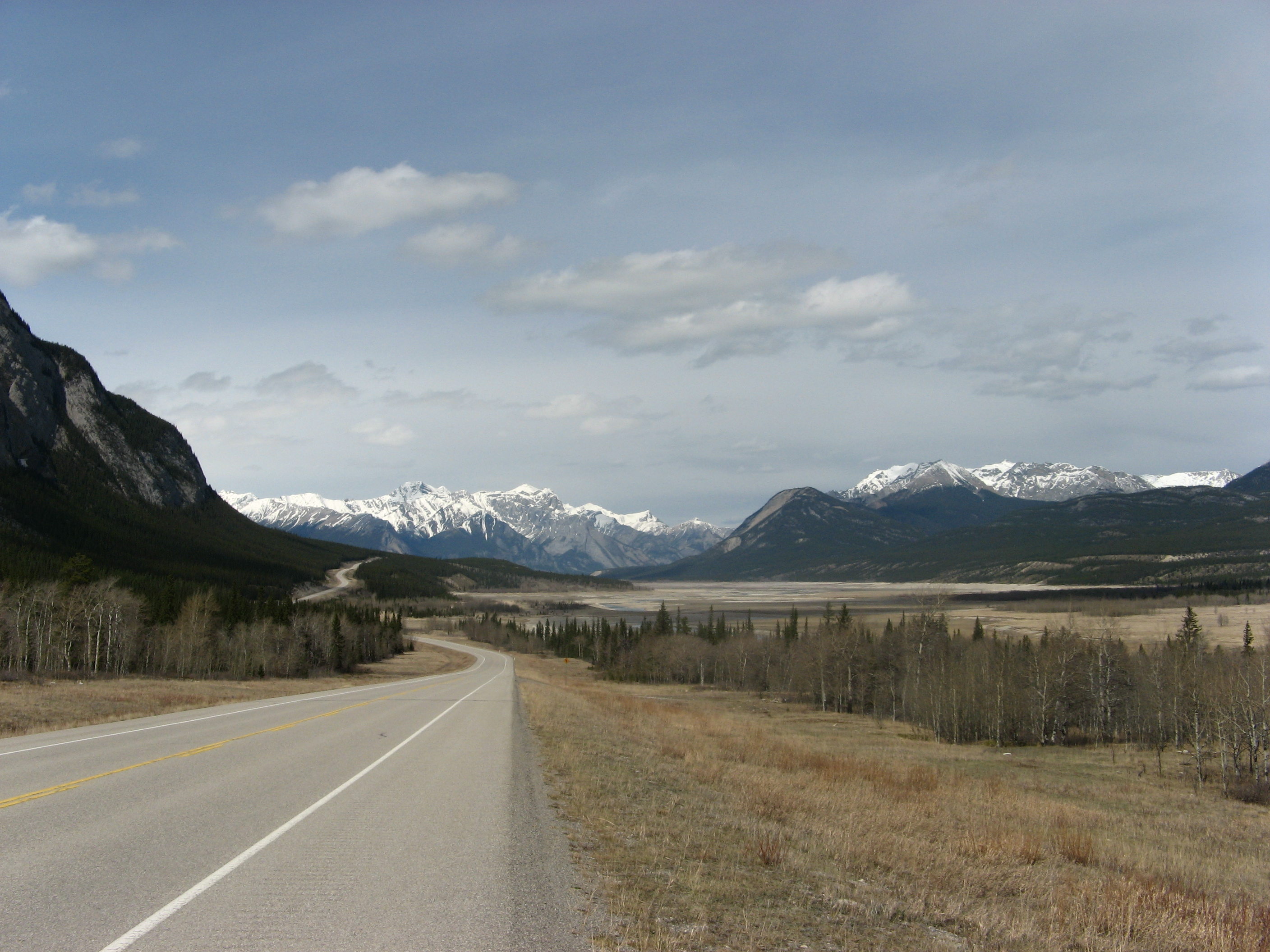
Highway 11 vor Beginn des Banff Nationalparks
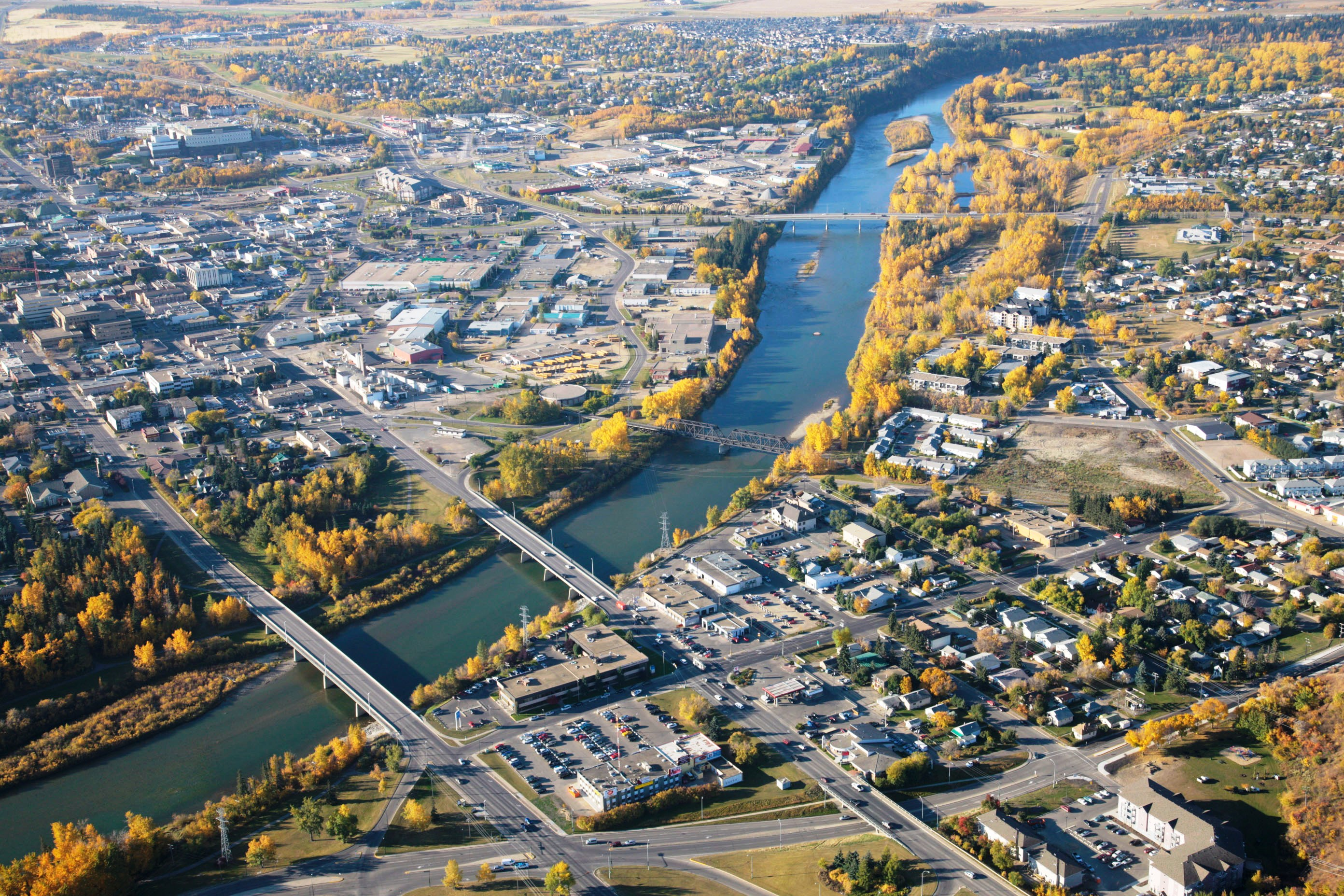
Brücken über den Red Deer River in Red Deer